# کارول هیلن برند
کارول هیلن براند (زادهٔ ۱۹۴۳)، خاورشناس و محقق اسلامی اهل انگلیس و استاد بازنشسته تاریخ اسلام در دانشگاه ادینبورگ و دانشگاه سنت اندروز است. او نایب رئیس انجمن بریتانیا برای مطالعات خاورمیانه و عضو شورای کمک به دانشگاهیان پناهنده است.

## زندگی
هیلن براند در سال ۱۹۴۳ در انگلستان به دنیا آمد. در سال ۱۹۶۲ در کالج گیرتون، زبان‌های مدرن را مطالعه کرد. در کالج سامرویل در آکسفورد زبان عربی و ترکی خواند. لیسانس زبان‌های مدرن و قرون وسطی را از دانشگاه کمبریج در سال ۱۹۶۵ و لیسانس شرق‌شناسی را از دانشگاه آکسفورد در سال ۱۹۷۲ به دست آورد. دکترای خود را در دانشگاه ادینبورگ در سال ۱۹۷۹ به دست آورد. پایان‌نامه او، تاریخ جزیره ۱۱۰۰–۱۱۵۰: مشارکت ابن ازرق فارقی بود که برای آن نسخ خطی کتابخانه بریتانیا از متن ابن ازرق را تحلیل و ترجمه کرد.
زمینه تحقیقات او عبارتند از: جنگ‌های صلیبی. اندیشه سیاسی در اسلام؛ مفاهیم قرون وسطایی و مدرن جهاد؛ سفرنامه‌های عربی و فارسی
هیلن برند در هیئت تحریریه چندین مجله دانشگاهی از جمله مجله مطالعات عربی و اسلامی و هیئت مشورتی بین‌المللی UMRAN - مجله بین‌المللی مطالعات اسلامی و تمدنی، دانشگاه صنعتی مالزی، خدمت می‌کند.
وی در سال ۲۰۱۸ دعوت شد تا در مورد رویارویی مسلمانان و مسیحیان در جنگهای صلیبی نظر بدهد. هیلن براند گفت: «مهم‌ترین چیزی که صلیبیون در سرزمین مقدس آموختند استفاده از صابون بود».

## افتخارات
۲۰۰۵: اولین غیر مسلمانی بود که جایزه بین‌المللی ملک فیصل را برای مطالعات اسلامی دریافت کرد.
۲۰۰۹: نشان افسر امپراتوری بریتانیا
۲۰۱۶: برنده جایزه نایف رودان برای درک فرهنگ جهانی توسط آکادمی بریتانیا برای کتاب اسلام: مقدمه تاریخی جدید.
۲۰۱۸: هیلن برند در جشن تولد ملکه ۲۰۱۸ به دلیل خدمات به درک تاریخ اسلام عالی‌ترین نشان امپراتوری انگلیس را گرفت.

## آثار
- جنگ‌های صلیبی از دید مسلمین
- شیعیان حلب در دوره زنگی: برخی از شواهد متنی و تصویری بهره‌برداری نشده(به انگلیسی: The Shīʿīs of Aleppo in the Zengid Period: Some Unexploited Textual and Epigraphic Evidence).(۲۰۱۲). شابک ‎۹۷۸−۳−۸۹۹۱۳−۸۸۵−۶
- اسلام: مقدمه تاریخی جدید. London: Thames & Hudson Ltd. (2015) ISBN 978-0-500-11027-0